# Torre del Reloj (Ateca)
La torre del reloj de Ateca es una torre inclinada civil de estilo mudéjar construida en 1560.
Está construida sobre un antiguo torreón medieval del castillo de Ateca. La obra fue realizada por los maestros Domingo y el morisco Ameçot, vecino de Calatayud.  Sobre un antiguo torreón del castillo de Ateca, se construyó el cuerpo de campanas, con decoración renacentista y de tradición mudéjar. 

## Descripción
Fue construida en el año 1560 por el maestro Domingo y el morisco Ameçot y se llevó a cabo, específicamente, para asentar el reloj que iba a regular la vida del pueblo a partir de ese momento, siguiendo probablemente la influencia zaragozana de la Torre Nueva, que tenía el mismo fin. Fue en 1561 cuando se dispuso el reloj, encargado en Zaragoza a Johan Escalante. 
La torre de tradición mudéjar consta de dos cuerpos y remate octogonal. El cuerpo inferior se construyó, sobre un torreón del castillo, en argamasa o mortero de yeso, y presenta los paramentos lisos. Está delimitado por una cornisa de ladrillo de potente vuelo. El cuerpo superior de ladrillo es también de planta cuadrada pero de menores dimensiones; se organiza en dos pisos, el inferior contiene en una de sus caras el reloj, el resto están articulados mediante la disposición de vanos cegados de medio punto doblados. Sobre este existe un pequeño cuerpo de planta octogonal , con óculos en todas sus caras, que hace de transición al chapitel que cubre la estructura.

## Catalogación
Por orden de 6 de septiembre de 2002, publicada en el BOA de 30 de septiembre de 2002 del Departamento de Cultura y Turismo, se declara Bien Catalogado del Patrimonio Cultural Aragonés.